# Nešplja
Nešplja (znanstveno ime Mespilus germanica) je sadno drevo ali grm in njegov sadež, ki izvorno raste v Jugozahodni Aziji in verjetno tudi na Balkanu. V Srednjo Evropo so jo v antiki zanesli Rimljani. Sadež je rjavkast in spominja na mešanico hruške ter jabolka s čežanasto sredico ter veliko muho. Ko dozori, je zelo trd in kisel, užiten postane šele, ko ga zmehča zmrzal. Zato pravijo, da dozori šele po prvem snegu.
Gojijo jo različna ljudstva že 3000 let; v antiki in srednjem veku je bila pomembno sadno drevo, ki so jo kasneje pričele izpodrivati druge vrste. Kljub temu se še najde tudi na slovenskem podeželju.